# Roberto Santamaría Ciprián
Roberto Santamaría Ciprián (Pamplona, 27 febbraio 1985) è un ex calciatore spagnolo, di ruolo portiere.

## Biografia
È il nipote del portiere Roberto Santamaría Calavia.

## Carriera

### Club
È cresciuto nelle giovanili dell'Osasuna. Nel 2006 si trasferisce al Las Palmas B, la squadra di riserve del Las Palmas. Nel 2008 avanza di livello e sale nel Las Palmas. Nel 2009 va in prestito al Malaga con cui non ha fatto neanche una presenza. Nel 2010 si trasferisce al Girona. Gioca 54 partite in due anni. Nel 2012 va al Ponferradina e gioca ben 68 partite, di cui 78 gol incassati. Nel 2014 ritorna all'Osasuna con cui gioca solamente 21 partite. Nel 2015 ritorna in  al Ponferradina ma fa molto poco. Nel 2016 va al Maiorca e gioca solo 24 partite. Nel 2017 si trasferisce al Reus e gioca solamente 2 partite, con un gol incassato. Nel 2018 passa all'Huesca e nell'estate del 2019 va al Rayo Vallecano, in dove non gioca neanche una partita. Nel 2020 passa all'UD Logroñés in dove gioca 12 partite. Nell'estate del 2021 passa all'Amorebieta, in seconda divisione spagnola.

### Nazionale
Nel 2002 ha giocato 5 partite con la nazionale spagnola Under-17.